# 신남중학교 (강원)
신남중학교(新南中學校)는 대한민국 강원특별자치도 인제군 남면 신남리에 있는 공립 중학교이다.

## 학교 연혁
- 1951년 8월 20일 : 신남고등공민학교 개교
- 1955년 3월 29일 : 신남중학교 설립 인가(6학급)
- 1955년 4월 1일 : 신남중학교 개교
- 2023년 1월 6일 : 신남중학교 제67회 졸업식(졸업생 23명, 계 4,728명)
- 2023년 3월 1일 : 제26대 진연홍 교장 부임

## 참고 자료
- 신남중학교 - 한국교육학술정보원 학교알리미